# Magnoald Ziegelbauer
Magnoald Ziegelbauer OSB (5. října 1688, Ellwangen – 14. června 1750, Olomouc) byl benediktinský mnich a osvícenský církevní historik.

## Život
Ziegelbauer vystudoval jezuitské gymnázium v Ellwangenu. V roce 1706 vstoupil jako novic do kláštera benediktinů ve Zwiefaltenu a 21. listopadu 1707 složil řeholní sliby a přijal jméno Magnus. Po studiu teologie byl vysvěcen 21. března 1713 na kněze a byl několik let pověřen pastorační prací, než začal učit.
V letech 1721 až 1723 vyučoval v konventní škole v Ehingenu jako profesor rétoriky. V letech 1725 až 1730 byl profesorem teologie v Reichenau. Zároveň se již věnoval vlastní badatelské činnosti, nejprve psal o neposkvrněném početí Panny Marie. Napjatá atmosféra mezi Ziegelbauerem a jeho domovským klášterem ve Zwiefaltenu vznikla nepochopením jeho vědeckého úsilí a vedla k averzi, patrně i pro jeho ambiciózní vystupování a konfliktní povahu. Ziegelbauer v roce 1730 rezignoval, ale ve svém životopise Zwiefalten stále uváděl jako domovský klášter.
V roce 1731 Ziegelbauer z pověření převora z Reichenau odcestoval do Vídně a zůstal tam, s výjimkou kratšího pobytu v opatství Göttweig, kde vyučoval morální teologii. V letech 1733 nebo 1734 se tam setkal s benediktinem Oliverem Legipontem (1698–1758), s nímž se spřátelil. Ziegelbauer se věnoval práci spisovatele vědeckých prací a Vídeň mu nabídla ideální prostředí s bohatými knihovnami i archivy. Začal svou hlavní prací, literární historií benediktinského řádu, k níž byla v roce 1739 vydána úvodní část. Kromě toho vedl korespondenci s dalšími učenými benediktiny, jako byl Augustin Calmet či Anselm Desing. V roce 1737 navázal kontakty s Břevnovským klášterem a v roce 1739 jej břevnovský opat Benno Löbl pověřil, aby napsal historii kláštera. Ziegelbauer odcestoval do Prahy a do Broumova a prostudoval archivy. V roce 1740 historii publikoval v Kolíně nad Rýnem v honosném vydání s vinětami a mědirytinami pražských rytců Antonína Birkhardta a Jana Josefa Dietzlera.
Poté Ziegelbauer ve Vídni pokračoval v práci na své literární historii benediktinského řádu, trpěl však nedostatkem financí. V roce 1744 se vrátil do Prahy, kde mu bylo nabídnuto místo profesora na plánované akademii pro mladé šlechtice, která však nebyla otevřena. Ziegelbauer se pokusil získat práci v Rytířské akademii opatství Kremsmünster, ale i tento pokus o zlepšení finanční situace selhal. V roce 1747 se stal prvním členem a brzy i tajemníkem učené společnosti Societas incognitorum v Olomouci. Zakladatel této společnosti, svobodný pán Josef Petrasch, se stal Ziegelbauerovým i Legipontovým mecenášem. Ziegelbauer dokončil benediktinskou literární historii, ale nenašel pro ni vydavatele. Pracoval také na dalších pracích včetně dějin Moravy. Ani v posledních letech života v Olomouci se nevyhnul sporům, jak s Petraschem, tak s Legipontem, který jeho benediktinskou historii vydal až roku 1754 v Augsburgu.
V červnu 1750 onemocněl a krátce nato zemřel. Byl pohřben v kostele sv. Mořice v Olomouci. Spekulovalo se, že byl otráven.

## Dílo

### Vydané spisy
- Historia rei litterariae ordinis S. Benedicti...recensiut, auxit ... spolu s Oliverem Legipontem (4 sv., Augsburg 1754)
- Mancipatus illibatae virginis deciparae (Kostnice, 1726).
- Lebengeschichte des ertz-martyrers Stephani (Vídeň, 1736).
- Epitome historica regii, liberii et exempti in regno Bohemiae antiquissimi monasterii Brevnoviensis (Kolín nad Rýnem, 1740).

### Zůstalo v rukopise
- Olomucium sacrum, církevní dějiny Moravy.
- Bibliotheca Bohemica, přehled českých spisovatelů.